# Parcul Floreasca

Planul parcului Floreasca

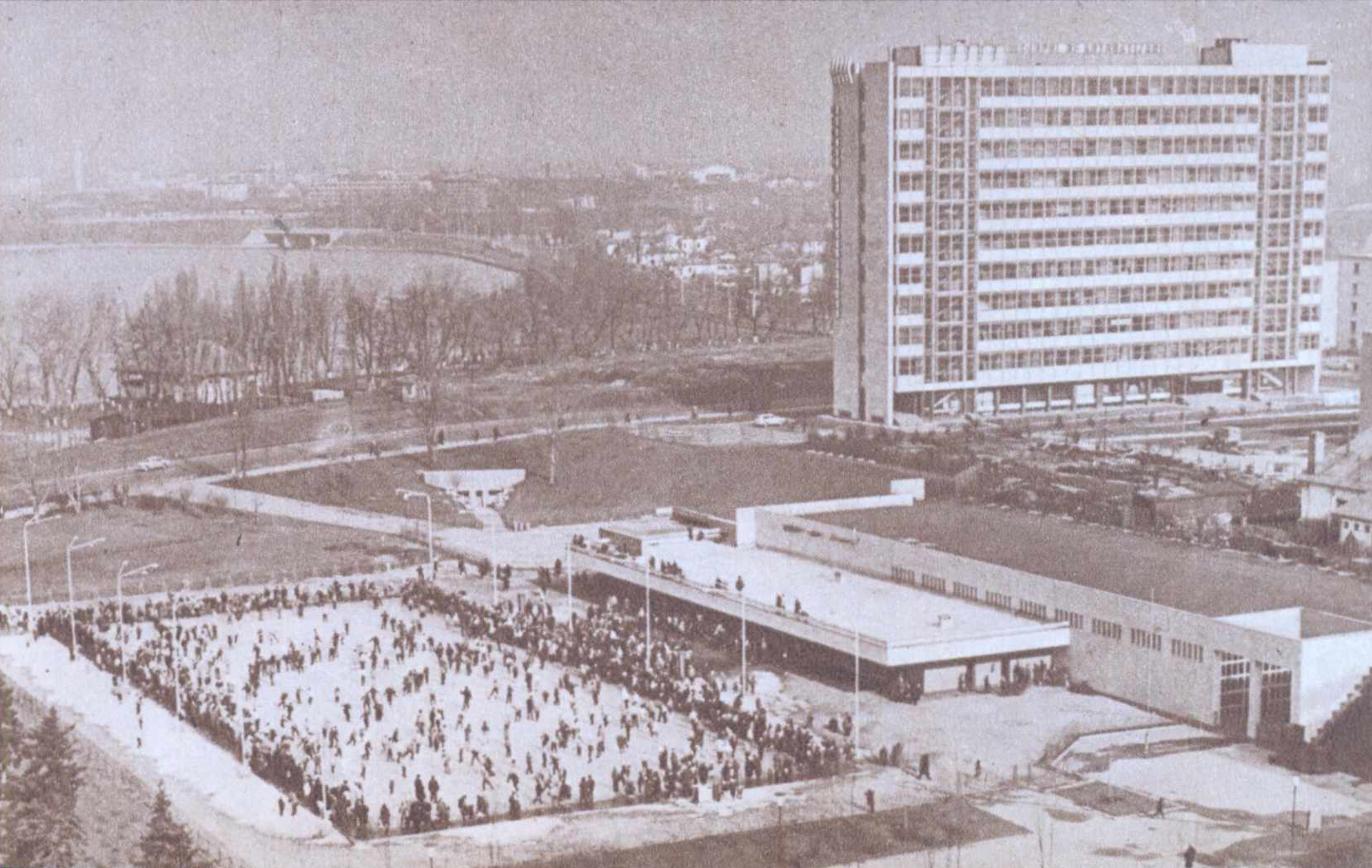
Patinoarul artificial (1965)

Parcul Floreasca se află în București, pe Calea Floreasca, Sector 1. Bulevardul Mircea Eliade îl desparte de Lacul Floreasca.

## Istoric
Parcul Floreasca a fost proiectat în perioada 1961-1963, pe locul unde se afla „groapa Floreasca”.
În anul 1960, în parc a fost construit Patinoarul Floreasca.

## Asanarea Gropii Floreasca
„Groapa Floreasca” era o mahala a Bucureștiului interbelic, mizeră, parțial electrificată, plină de gunoaie și locuită de mulți borfași.
În 1953, în România s-a organizat cel de al IV-lea Festival mondial al tineretului, București (25 iulie - 14 august 1953). Multe din manifestări urmau să aibă loc la Sala Floresca, aflată peste drum de Groapa Floreasca. Pentru că acest cartier era, de fapt, un ghetou țigănesc al Bucureștiului, care nu oglindea în nici un fel „supremația socialismului”, a fost înconjurat cu un gard de scânduri înalt de doi metri, pentru a-l ascunde de ochii străinilor.
În ziua de 4 octombrie 1960 la Sfatul Popular al Regiunii București a fost înregistrată Hotărârea Consiliului de Miniștri al Republicii Populare Române nr. 1446/4.X.1960 referitoare la „…stabilirea unor măsuri privind asanarea cartierului denumit Groapa Floreasca din orașul București”, document semnat de Chivu Stoica, președintele Consiliului de Miniștri al Republicii Populare Române.
Hotărârea prevedea că în cartierul denumit „Groapa Floreasca”, delimitat de perimetrul: la Vest: Str. Av. Radu Beller de la nr. 32-70; La Sud: Str. Av. Proptopescu numere cu soț; La Est: Uzina Termotehnică; La Nord: Malul Lacului Floreasca, se va proceda la demolarea tuturor clădirilor, în vederea creării unui parc. Mutarea locuitorilor și demolarea imobilelor urma a se termina până la data de 20 octombrie 1960.
În acest scop, Comitetul executiv al Sfatului popular al Capitalei urma să procedeze la mutarea locatarilor din imobilele ce se aflau în acest cartier, asigurându-le cazarea în condițiile următoare:
- a) Toate familiile care au capul familiei încadrat în câmpul muncii, ca salariat al unei întreprinderi, instituții ori altă organizație socialistă sau ca membru într-o cooperativă meșteșugărească, vor fi mutate în locuințe corespunzătoare, în Capitală și pe cât posibil în raioanele unde lucrează;
- b) Toate familiile de pensionari, vor fi mutate în Capitală în locuințe corespunzătoare, indiferent de raion;
- c)  Bătrânii care locuiesc fără familie, în neputință de a munci, sau de a se îngriji singuri, vor fi internați în Cămine de Bătrâni;
- d) Familiile, ale căror susținători nu sunt încadrați ca salariați sau cooperatori care trăiesc din expediente, chiar dacă un membru al familiei respective este încadrat de formă, temporar, acei care trăiesc din camionaj și coșerit pe cont propriu ori din comerț ambulant neautorizat, vor fi mutați în localități din regiunea București. Cazarea și plasarea acestora în câmpul muncii se va face prin grija Comitetului executiv al Sfatului popular al regiunii București. Acestor locuitori li se vor acorda pe termen de un an de la data mutării, tichete pentru cumpărarea de mălai.

Prin Decretul nr. 64/1962 al Consiliului de Stat al Republicii Populare Române s-au expropriat și s-au trecut în proprietatea statului terenuri în suprafață de 55.578,34 mp, situate în zona „Groapa Floreasca”.

## Situația actuală
După 1989, terenul din Parcul Floreasca pe care se afla patinoarul și instalațiile anexe au devenit proprietatea privată a societății IAPIT Divertis SA, fosta întreprindere de Agrement și Produse Industriale pentru Turism, care a construit, înainte de 1989, toate echipamentele și instalațiile de agrement prezente și astăzi în parcurile din Romania. După privatizare, împreună cu activele (terenuri), aceasta a ajuns în proprietatea lui Omar Hayssam. În prezent, în locul patinoarului funcționează un restaurant, inaugurat la 16 iulie 2009, sub numele de Club White. După ce patinoarul a fost închis aproape 4 ani, în anul 2009 noul proprietar a repus în funcțiune patinorul. Acesta are o suprafață de 1800 mp și este răcit cu ajutorul unei instalații ecologice. Pe timpul verii, suprafața este folosită ca terasă pentru restaurant. Între timp, patinoarul a fost dezafectat și a rămas funcțional doar restaurantul.
În parcul Floreasca se află și câteva sculpturi, realizate de George Apostu, Ion Vlasiu și Victor Roman.

## Modernizarea parcului
Inițial, parcul a fost proiectat cu un vast gazon central, de formă aproape circulară, punctat pe laterale de rare pâlcuri de copaci și arbuști de esențe diverse. 
În anul 2008, Parcul Floreasca a fost preluat în administrare de către Administrația Lacuri, Parcuri și Agrement București și complet reamenajat. Lucrările au constat în refacerea aleilor, plantare arbori și gard viu, amplasarea unui loc de joacă pentru copii pe locul fostului gazon și realizarea sistemului de iluminat nocturn.
La intrarea dinspre Sala de Sporturi Floreasca a fost creat un imens ceas floral.

## Imagini

Bustul lui Mircea Eliade, sculptor Gheorghe Tănase, a fost dezvelit la 24 noiembrie 2015 la intersecția bulevardului Mircea Eliade cu strada Aviator Radu Beller, peste drum de parcul Floreasca

Statuie de piatră Două fete, sculptor Geta Caragiu (sau George Apostu?)
Statuie de bronz Patinatoare, sculptor Victor Roman
Statuie de piatră Iubire, sculptor Ion Vlasiu
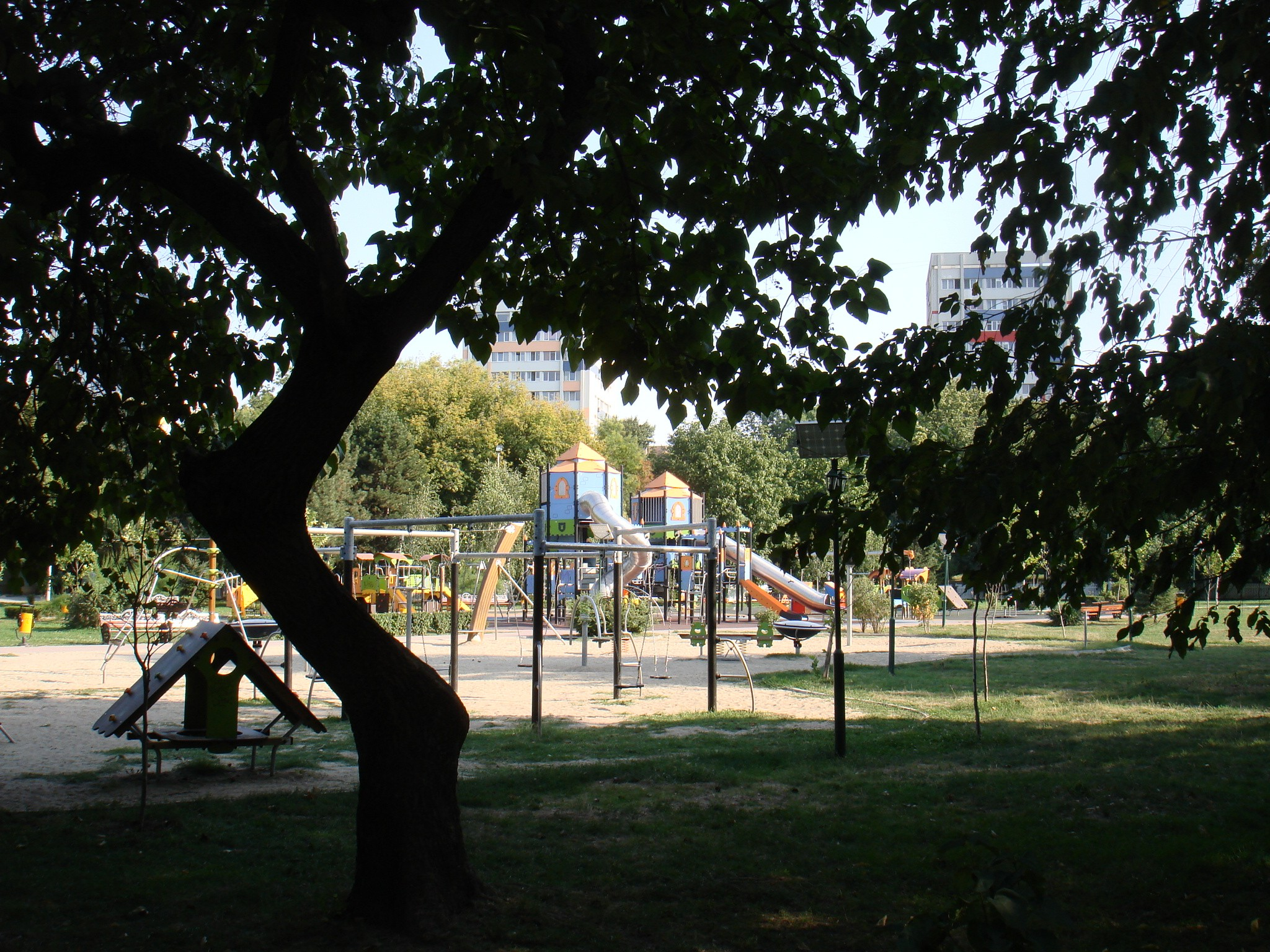
Loc de joacă